# Qilian
Qilian (en chino, 祁连县; pinyin, Qílián, léase Chi-Lián) es un  condado bajo la administración directa de la Prefectura Haibei en la Provincia de Qinghai, República Popular China. Su área es de 13 919 km² y su población total para 2010 superó los 46 mil habitantes.

## Administración
Desde julio de 2020, el  condado autónomo Qilian se divide en 7 pueblos que se administran en 3 poblados y 4  villas.

## Toponimia
Las montañas Qilian le dan el nombre al condado, según el comentarista Yan Shigu (顏師古) de la dinastía Tang, Qilian (祁連 [chi•lian]) es la palabra en monguor para "cielo". 
Schessler (2014) objeta la afirmación de Yan Shigu de que (祁連 Qilian) era una palabra en monguor, y reconstruye la pronunciación de 祁連  ~121 a. C. como gɨ-lian. Schuessler etimologiza Qilian como del proto-sino-tibetano y relacionado con el proto-tibeto-birmano *m-ka-n, cognado con el tibetano escrito  mkha (མཁའ “cielo”).